# ソファ

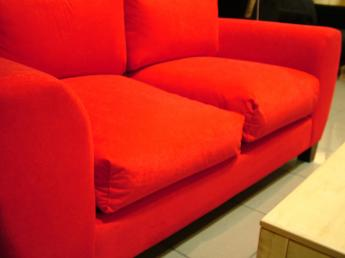
ソファは様々な素材、色、サイズのものがある（写真は二人掛けサイズ）

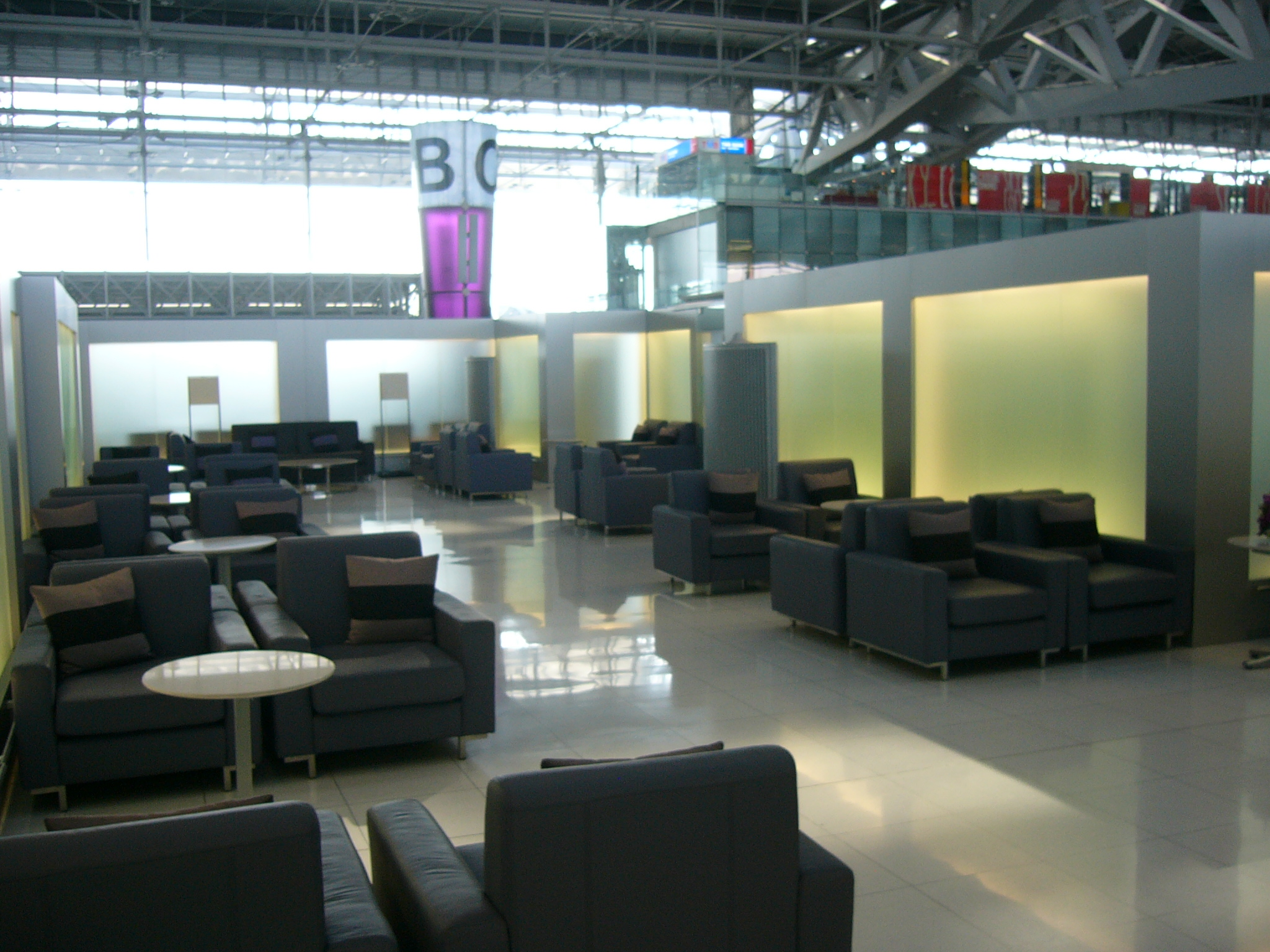
空港のラウンジのソファ。一人用

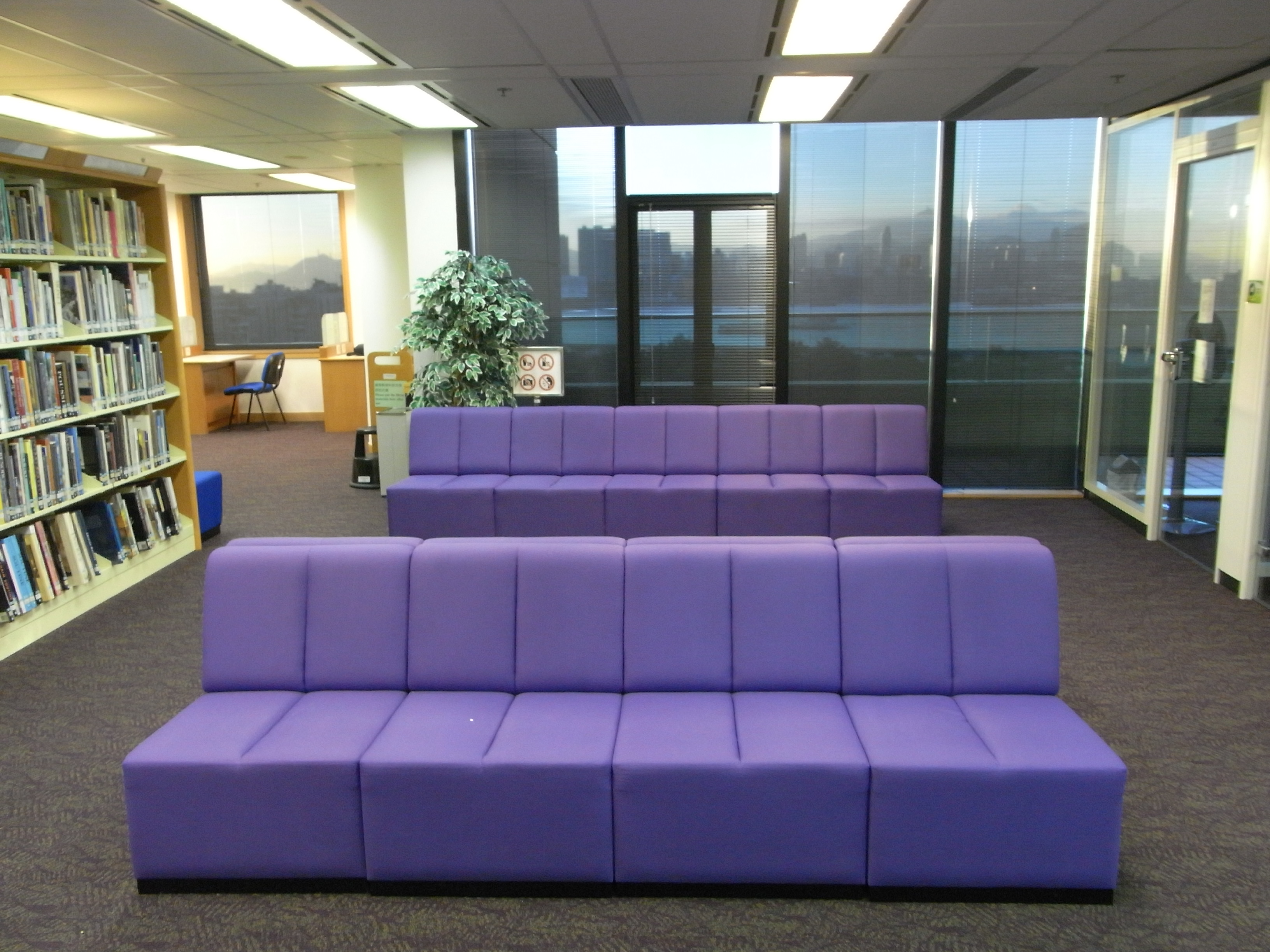
多人数用のソファ。図書館など公共の場に置かれる

ソファ（ソファー、英語: sofa）は、椅子に似た家具の一種で、後ろには背もたれが、左右には肘掛けがあり、座面や背もたれなどの部分はやわらかく快適で、1人から数人が座ってくつろげるようになっているものをいう。
「ソファ（ソファー）」はイギリスなどで用いられる語で、アラビア語のصفة（転写：ṣuffahないしはṣuffa, スッファ）に由来する。その他カウチ（英語: couch、北米を中心に用いられる、古フランス語でベッドを指す couche に由来する）、カナペ（フランス語: Canapé）、セッティ（セッティー、英語: settee）、チェスターフィールド（英語: chesterfield）などとも言い、座れる人数や形状など、国や地域によってこれらの語の指す種類には相違もある。
ソファは家人や来客がゆったりとくつろげるよう、家庭のリビングルーム（居間）やラウンジ（客間など）や応接室、あるいはオフィスやホテルの部屋などに置かれる。1人用や2～3人用など、様々な種類がある。テーブルを挟んで複数のソファを対面させたり、部屋の角などに合わせてコーナーを形成するように並べることもある。
ソファの表面は革張り（本革や人工皮革）のものもあれば、布張りのものもある。枠は木や金属で構成され、内部には座り心地をよくするクッションがあり、コイルばね、スポンジ、ウレタンなど弾力性のあるクッション材が用いられる。
ソファは背もたれに背を乗せて座るためだけでなく、ソファの上に横になって寝るための寝椅子としても用いられる。

## 語源と種類
「カウチ」は、伝統的な意味では、他のソファと比べて背もたれの高さは半分で、その代わり肘掛のうち一方が首や頭をもたれさせられるように高くなっているものだった。これは、現在のデイベッド（daybed）や、シェーズ・ロング（chaise longue）といった長椅子・寝椅子に似たものである。イギリスでは現在も「カウチ」はソファのうちの特殊な物を指す語で、ソファが座るためのものであればカウチは寝るためのものとされ、たとえば精神分析医の部屋にあるセラピー用長椅子などを指すのに用いられる。

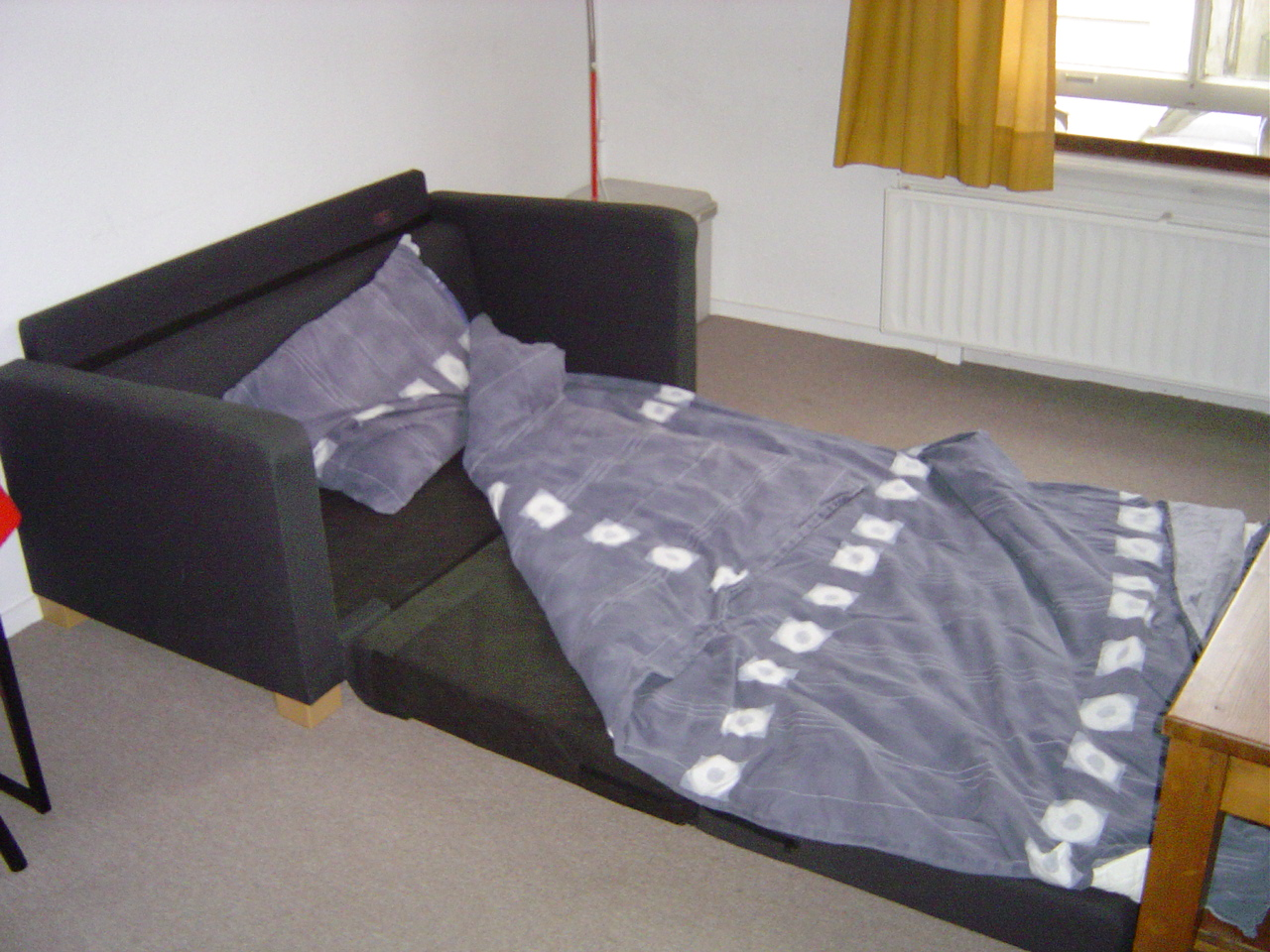
カウチベッド。畳むとソファに、広げるとベッドになる

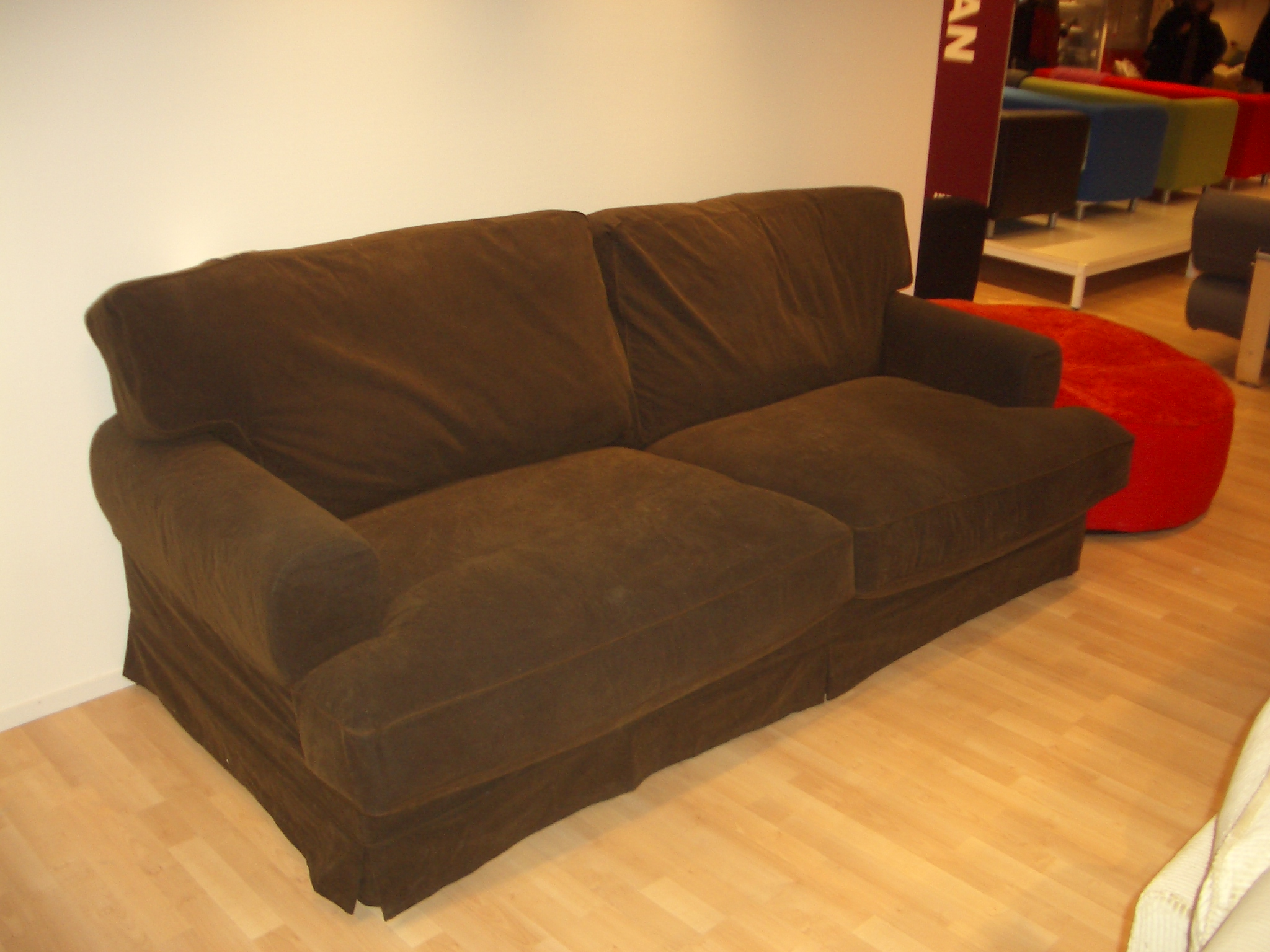
ブラウンのソファ（二人用）

米国でいう一般的な「カウチ」は二人掛けのもの（ラブシート loveseat, あるいはツーシーター two-seater と呼ばれるもの）で、米国でソファやセッティは二人掛けや三人掛けなど多人数が座れるものを指す。フランスのカナペは3人掛けが主となっている。ダヴェンポート（davenport）やチェスターフィールド（chesterfield）は、かつてソファ製造で有名だった家具会社の名がそのままソファを指す名詞と化した呼び方で（商標の普通名称化）英語圏の一部地域で使われる。
ディヴァン（英語: divan、トルコ語のdivanに、もとはペルシャ語の devanに由来する）はソファの一種で、台や脚の上に、背もたれや肘掛がない平らなマットレスが載っており、部屋の壁側などに置かれる。オスマン帝国からヨーロッパへと導入され、フランスなどで流行を見た。オットマン（英語: ottoman）は、ディヴァンに似ているがマットレスの座面が小さく、一般的には1人用のスツールとして使われるか、ソファの前に置かれ脚を休める足置き（フットスツール）として使われる。

## 歴史

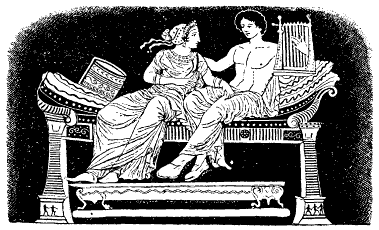
古代ギリシアのソファ

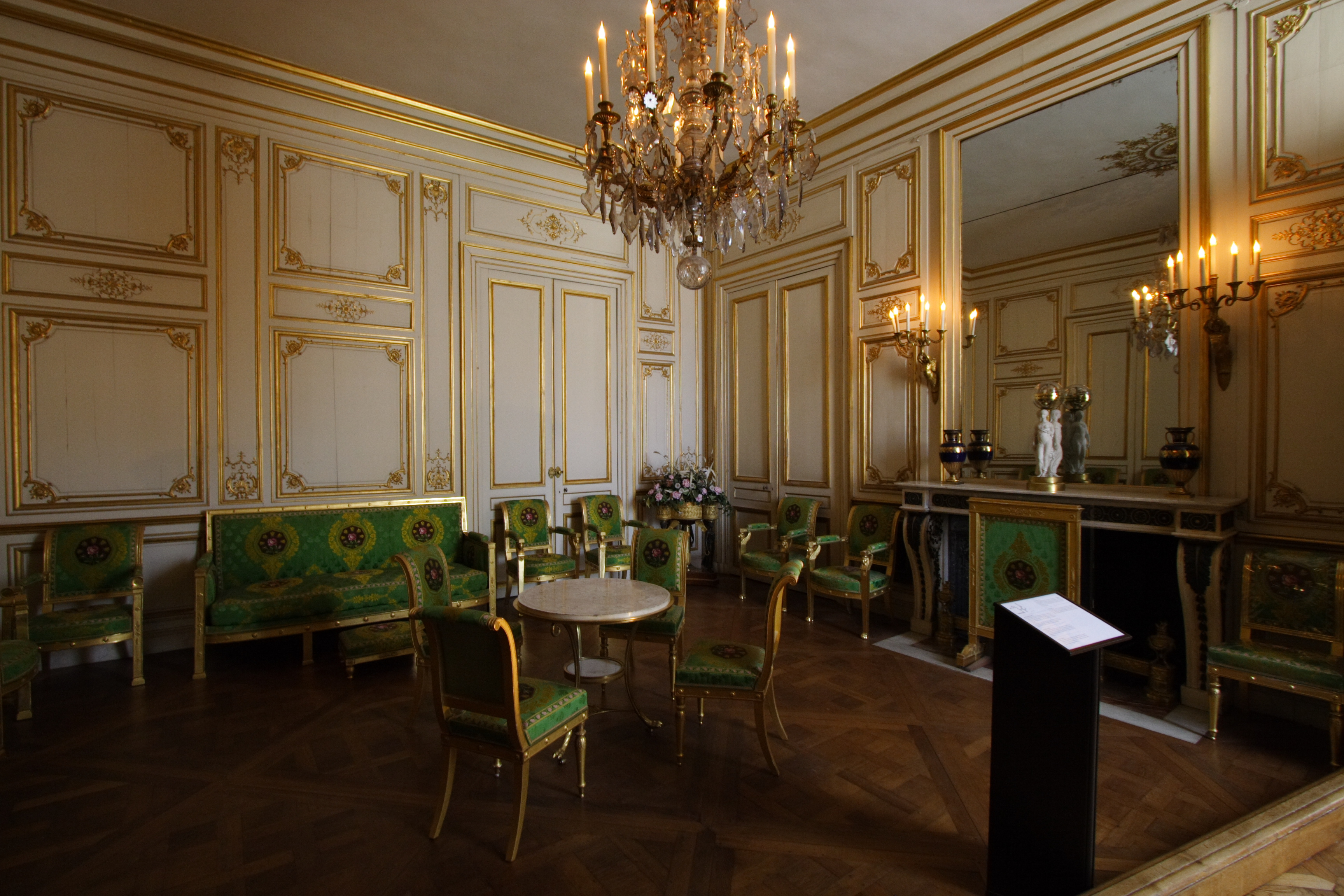
フォンテーヌブロー宮殿の内装。壁際にソファが並ぶ

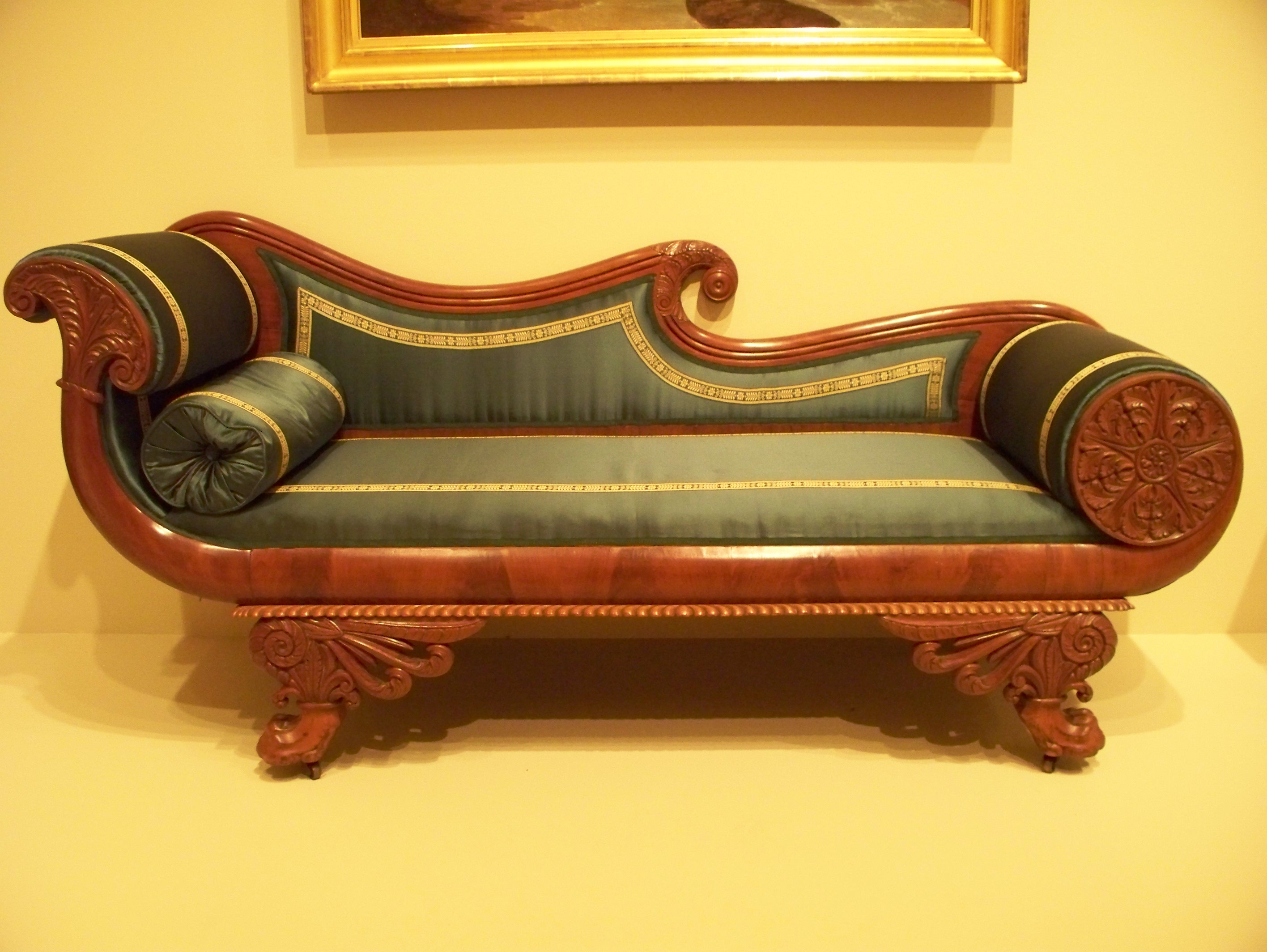
19世紀のマホガニー製ソファ（寝椅子ともなる）

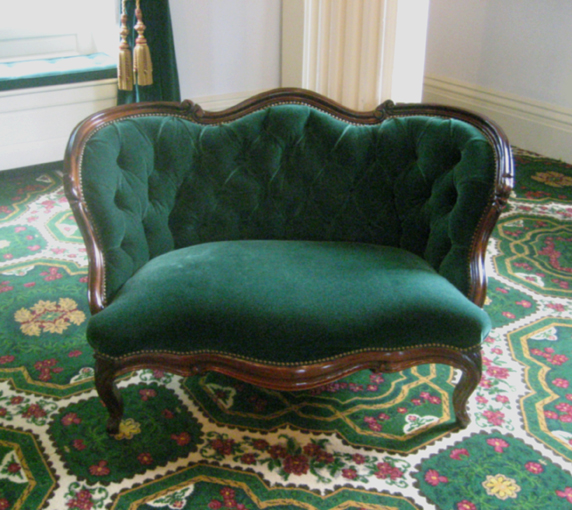
ロココリバイバル様式のソファ

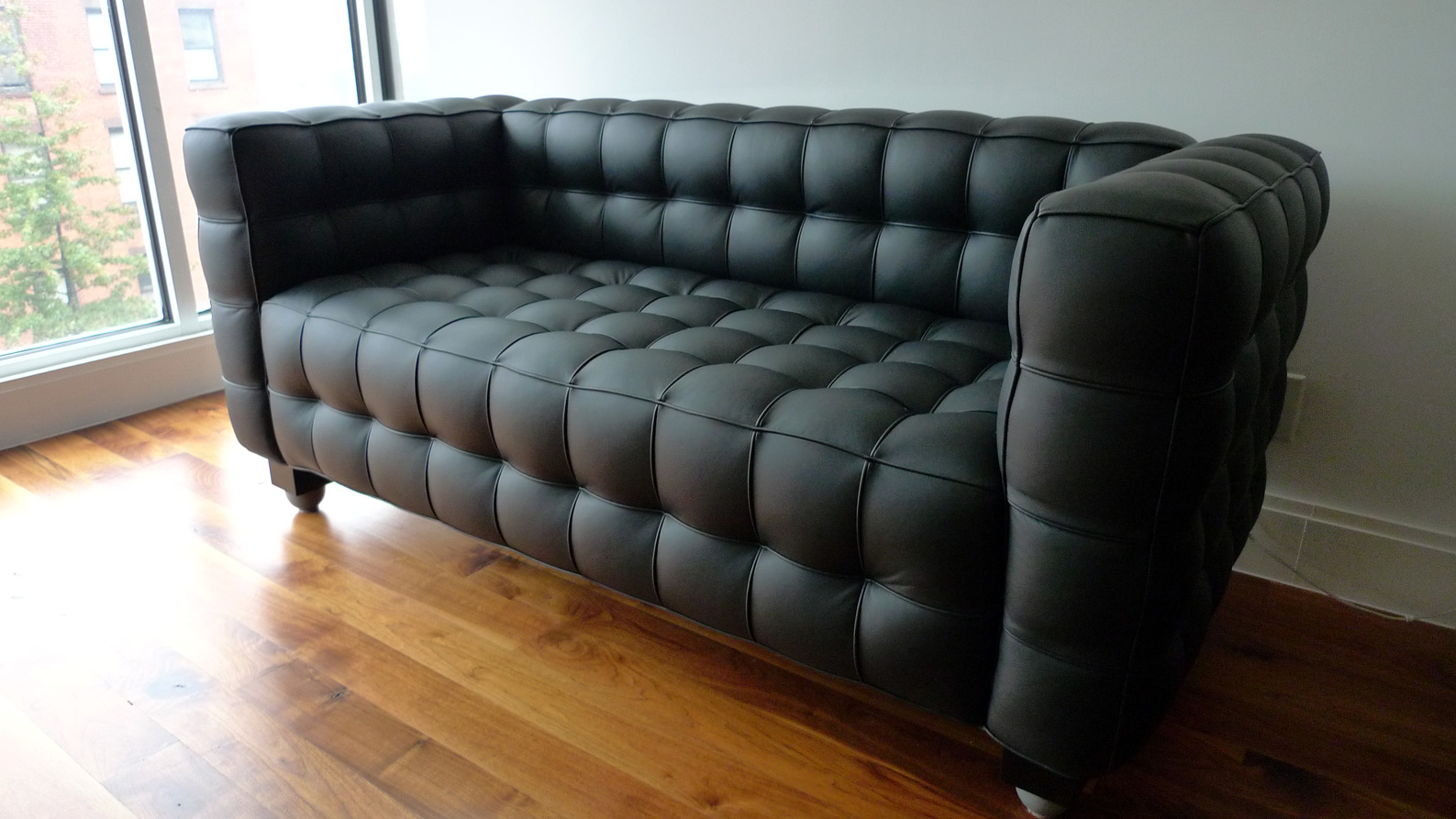
ヨーゼフ・ホフマンのデザインしたソファ「クーブス」（Kubus）

現在のソファの祖先となる肘掛付きの長椅子は18世紀にフランスに登場している。座面と背面と肘掛部分に詰め物をされたソファは快適な会話に適しているため、宮殿や邸宅などに広まった。当時のソファはより四角く、椅子同様の贅沢な木枠に華やかな柄の革張りだったが、こうした贅沢なルイ13世様式の家具は、より質素なルイ14世様式に置き換わってゆく。その後のルイ15世様式のソファには背もたれに背中の形に合わせたカーブがかかっており、それまでのソファに比べると小さくて軽かった。
ルイ16世様式の家具は、家具の形状それ自体より華やかな装飾で彩られたことの方が特徴的だった。革命後の帝政様式（アンピール様式）では、ローマ帝国や古代エジプトを思わせる異国的な装飾がさらに目立つようになった。王政復古後のソファはより簡素で、紫や緋色の渦巻き模様で飾られた木製のものが目立ち、より弾力性を増すようになった。1920年代～30年代にかけてはアール・デコ様式がソファにも導入され、より四角い形状のものも現れる。一方ではモダニズム様式も家具デザインに導入された。以後、ソファの形状や構造は多様性を増していった。